# ダンク・グレイ
ダンク・グレイ（Dunc Gray、1906年7月17日 - 1996年8月30日）は、オーストラリア、ニューサウスウェールズ州・ゴールバーン出身の元自転車競技（トラックレース）選手。
本名は、エドガー・ローレンス・グレイ（Edgar Laurence Gray）。

## 来歴
1928年
- アムステルダムオリンピック
  -  1kmタイムトライアル（1kmTT） 3位

1932年
- ロサンゼルスオリンピック
  -  1kmTT 優勝
  - スプリント 4位

1934年
- ブリティッシュ・エンパイア・ゲームズ
  - 1kmTT 優勝（初代優勝者）

1936年
- ベルリンオリンピック
  - スプリント 5位

1938年
- ブリティッシュ・エンパイア・ゲームズ
  - スプリント 優勝

1956年に開催された、メルボルンオリンピックの大会組織委員長を歴任。
また、当人の名を頂いた、「ダンク・グレイ・ヴェロドローム」と命名された会場で、2000年シドニーオリンピックのトラックレースが行われた。